# Azzurra Cancelleri
Azzurra Pia Maria Cancelleri (Caltanissetta, 5 maggio 1984) è una politica italiana, deputata per il Movimento 5 Stelle dal 2013 al 2022.

## Biografia
In vista delle elezioni politiche del 2013, partecipa alle "Parlamentarie" dei 5 Stelle (consultazione online per le candidature al parlamento) a dicembre 2012, dove ottiene 63 preferenze e risultando settima nella circoscrizione Sicilia 1. Candidata per le politiche del 2013 alla Camera dei deputati, collocata in quinta posizione per la circoscrizione Sicilia 1 tra le liste del Movimento 5 Stelle, risulta eletta deputata.
Nella XVII legislatura della Repubblica, dove oltre a fare il segretario del gruppo parlamentare pentastellato, è segretario della Commissione Finanze dal 7 maggio 2013 al 30 aprile 2015, membro della Commissione Attività produttive, commercio e turismo e della Commissione parlamentare per le questioni regionali.
Alle elezioni politiche del 4 marzo 2018 viene rieletta per la seconda volta come deputata, nella medesima circoscrizione tra le liste proporzionali del Movimento 5 Stelle.
Il 29 marzo 2018 viene eletta segretario della Camera dei deputati con 217 voti.
Nel dicembre 2022 ha conseguito la laurea in economia aziendale e management presso l'Università "Niccolò Cusano".

## Vita privata
Sorella di Giancarlo Cancelleri, sottosegretario di Stato alle Ministero delle infrastrutture e dei trasporti nel governo Draghi, viceministro delle infrastrutture e dei trasporti nel governo Conte II, deputato all'Assemblea regionale siciliana, nonché candidato alla presidenza della Regione Siciliana alle elezioni regionali del 2012 e del 2017.